# Record du monde du relais 4 × 1 500 mètres
Pour un article plus général, voir Records du monde d'athlétisme.
Les records du monde du relais 4 × 1 500 mètres sont actuellement détenus, chez les hommes par l'équipe du Kenya (Collins Cheboi, Silas Kiplagat, James Magut et Asbel Kiprop) qui établit le temps de 14 min 22 s 22 le 25 mai 2014 lors des Relais mondiaux à Nassau aux Bahamas, et chez les femmes par les Américaines Colleen Quigley (en), Elise Cranny, Karissa Schweizer et Shelby Houlihan qui réalisent le temps de 16 min 27 s 02 le 31 juillet 2020 à Portland.

## Record du monde masculin
21 records du monde masculins ont été homologués par World Athletics.
| Temps          | Pays/club                     | Athlètes | Lieu       | Date              |
| -------------- | ----------------------------- | --- | ---------- | ----------------- |
| 16 min 40 s 2  | IK Göta (en) Stockholm        | Gustaf Peterson (sv) 4 min 14 s Josef Lindbom (sv) 4 min 14 s Rudolf Falk (en) 4 min 8 s Sven Lundgren 4 min 4 s 2                   | Stockholm  | 12 août 1919      |
| 16 min 37 s 0  | IF Linnéa (en) Stockholm      | Helge Adamsson (sv) 4 min 14 s 5 Gunnar Fosselius (sv) 4 min 10 s 2 Gösta Fosselius (sv) 4 min 6 s 0 Edvin Wide 4 min 5 s 2          | Norrköping | 2 août 1925       |
| 16 min 26 s 2  | Turun Urheiluliitto Turku     | Frej Liewendahl 4 min 7 s 0 Elias Katz 4 min 3 s 3 Niilo Koivunalho (fi) 4 min 8 s 4 Paavo Nurmi 4 min 7 s 5                         | Stockholm  | 12 juillet 1926   |
| 16 min 11 s 4  | Turun Urheiluliitto Turku     | Frej Liewendahl Elias Katz Niilo Koivunalho (fi) Paavo Nurmi                                                                         | Viipuri    | 17 juillet 1926   |
| 15 min 55 s 6  | Royaume-Uni (it)              | | Cologne    | 30 août 1931      |
| 15 min 54 s 8  | Finlande (it)                 | | Göteborg   | 17 septembre 1939 |
| 15 min 42 s 0  | Brandkårens IK (sv) Stockholm | | Göteborg   | 3 août 1941       |
| 15 min 38 s 6  | Malmö AI (sv)                 | | Norrköping | 29 juillet 1945   |
| 15 min 34 s 6  | Gefle IF (sv) Gävle           | | Karlstad   | 27 juillet 1947   |
| 15 min 30 s 2  | Gefle IF (sv) Gävle           | | Gävle      | 3 juillet 1949    |
| 15 min 29 s 2  | Hongrie                       | | Budapest   | 23 septembre 1953 |
| 15 min 27 s 2  | Royaume-Uni (it)              | | Londres    | 23 septembre 1953 |
| 15 min 21 s 2  | Honvéd Budapest               | | Budapest   | 14 juillet 1954   |
| 15 min 14 s 8  | Honvéd Budapest               | | Budapest   | 29 septembre 1955 |
| 15 min 11 s 4  | Allemagne de l'Est (en)       | Siegfried Herrmann 3 min 47 s 5 Klaus Richtzenhain 3 min 48 s 5 Siegfried Valentin 3 min 44 s 0 Helfried Reinnagel (de) 3 min 51 s 4 | Poznań     | 9 août 1958       |
| 15 min 4 s 2   | France (it)                   | Jean Clausse 3 min 49 s 3 Robert Bogey 3 min 45 s 1 Michel Jazy 3 min 44 s 4 Michel Bernard 3 min 45 s 4                             | Versailles | 28 juin 1961      |
| 14 min 58 s 0  | Allemagne de l'Est (en)       | Manfred Matuschewski 3 min 44 s 0 Jürgen May 3 min 45 s 5 Siegfried Herrmann 3 min 44 s 1 Siegfried Valentin 3 min 44 s 4            | Potsdam    | 23 juillet 1963   |
| 14 min 49 s 0  | France (it)                   | Gérard Vervoort 3 min 41 s 8 Claude Nicolas 3 min 44 s 2 Michel Jazy 3 min 40 s 8 Jean Wadoux 3 min 42 s 2                           | Saint Maur | 25 juin 1965      |
| 14 min 38 s 8  | Allemagne de l'Ouest (it)     | Thomas Wessinghage 3 min 38 s 8 Harald Hudak (de) 3 min 39 s 1 Michael Lederer (de) 3 min 44 s 6 Karl Fleschen 3 min 36 s 3          | Cologne    | 17 août 1977      |
| 14 min 36 s 23 | Kenya (en)                    | William Biwott Tanui 3 min 38 s 5 Gideon Gathimba 3 min 39 s 5 Geoffrey Rono 3 min 41 s 4 Augustine Choge 3 min 36 s 9               | Bruxelles  | 4 septembre 2009  |
| 14 min 22 s 22 | Kenya (en)                    | Collins Cheboi 3 min 38 s 6 Silas Kiplagat 3 min 32 s 5 James Magut 3 min 38 s 8 Asbel Kiprop 3 min 32 s 3                           | Nassau     | 25 mai 2014       |

1. ↑  ou 4 min 7 s 3 ou 4 min 4 s 5
2. ↑  par Idrottsbladet (en) ; provenant de sources moins fiables : Frej Liewendahl 4 min 6 s 7 et 4 min 6 s ; Elias Katz 4 min 04 s et 4 min 3 s ; Niilo Koivunalho (fi) 4 min 9 s, 4 min 9 s 5 et 4 min 10 s et Paavo Nurmi 4 min 6 s, 4 min 7 s et 4 min 7 s 7

## Record du monde féminin
5 records du monde féminins ont été homologués par World Athletics.
| Temps          | Pays/club                | Athlètes                                                                          | Lieu         | Date            |
| -------------- | ------------------------ | --------------------------------------------------------------------------------- | ------------ | --------------- |
| 17 min 9 s 97  | Australie (en)           | Natalie Harvey (en) Georgie Clarke (en) Katie Richardson (en) Sarah Jamieson (en) | Londres      | 25 juin 2000    |
| 17 min 8 s 34  | Volunteers du Tennessee  | Chanelle Price Phoebe Wright Rolanda Bell (en) Sarah Bowman (en)                  | Philadelphie | 24 avril 2009   |
| 17 min 5 s 72  | Kenya (en)               | Mercy Cherono Irene Jelagat Ann Mwangi (en) Perine Nenkampi                       | Nairobi      | 26 avril 2014   |
| 16 min 33 s 58 | Kenya (en)               | Mercy Cherono Faith Kipyegon Irene Jelagat Hellen Obiri                           | Nassau       | 24 mai 2014     |
| 16 min 27 s 02 | Bowerman Track Club (en) | Colleen Quigley (en) Elise Cranny Karissa Schweizer Shelby Houlihan               | Portland     | 31 juillet 2020 |